# Piece
Piece (с англ. — «Кусочек») — сорок третий сингл американской блюз-рок-группы ZZ Top, единственный сингл альбома Mescalero, первый сингл ZZ Top не попавший в чарты. По состоянию на 2023 год последний сингл группы.

## О песне
Сингл записан в 2003 году во время записи альбома Mescalero. Партию вокала в песне исполнил Дасти Хилл.
Песня «привлекающая молодое поколение» , «в духе типичного для ZZ Top буги-рока» ; одним из обозревателей песня названа одной из четырёх на альбоме, на которой группа звучит так, как будто участники действительно снова получали удовольствие во время записи . С другой стороны, песня также была названа «не взрывающей динамики» , «не очень хорошей» 
Сингл был выпущен лишь в промо-варианте не для продажи, помимо собственно песни в радио-формате, сингл содержал песню Buck Nekkid 

## Участники записи
- Билли Гиббонс — гитара
- Дасти Хилл — вокал, бас-гитара
- Фрэнк Бирд — ударные, перкуссия